# Chemostatventil
Ein Chemostatventil ist ein Regelkreis, der in Abhängigkeit von der Konzentration eines bestimmten Stoffes über ein Ventil die Zuführung eines Mediums einschränkt oder erhöht, um die Konzentration dieses bzw. eines davon abhängigen Stoffes konstant zu halten. Ermöglicht werden Chemostatventile durch Funktionselemente, welche auf stimuli-sensitiven Polymeren beruhen.

## Struktur eines Chemostatventil-Regelkreises

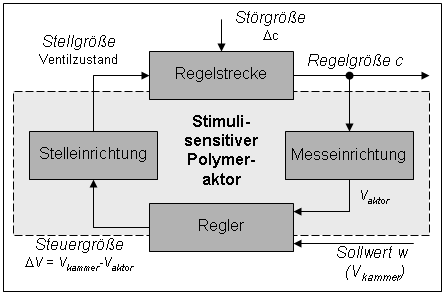
Blockschaltbild eines Chemostaten

Der Chemostat dient dazu, eine Stoff- oder Ionenkonzentration (Regelgröße c) auf einen Sollwert w zu bringen und konstant zu halten. Als Messeinrichtung für den Istwert dienen stimuli-sensitive Polymere, die über die Eigenart verfügen, ihr Volumen permanent dem Istwert der Konzentration anzupassen. Wenn der Istwert dem Sollwert entspricht (c=w), so ist die als Steuergröße dienende Differenz zwischen den Volumina der als Ventilsitz dienenden Aktorkammer Vkammer und des Polymeraktors Vaktor gleich null. Weicht der Istwert vom Sollwert ab (c≠w), so wird die Steuergröße ΔV größer null, in deren Folge sich der Ventilzustand so ändert, dass die Regelgröße c die Abweichung vom Sollwert w wieder verringert oder gänzlich beseitigt.
Ein Eingriff des Reglers wird entweder durch nutzerseitige Änderung der Sollgröße (Konzentrationswahl) oder eine Störung ausgelöst. Eine Störung ist meist eine Konzentrationsänderung infolge eines Verbrauchs oder einer Synthese bzw. Anreicherung. Sie wird als Störgröße (Δc) bezeichnet.
Der Regler umfasst die Aktorkammer und den Polymeraktor. Im einfachsten Fall kann der Regelpunkt durch mechanische Veränderung des Aktorkammervolumens Vkammer erfolgen, da die Einstellbedingung Vkammer = Vaktor lautet, wobei jedem Aktorvolumen aufgrund von dessen sensorischen Eigenschaften genau eine Konzentration c zugeordnet ist. Eine weitere Möglichkeit zum Einstellen des Chemostat-Regelpunktes besteht durch die Verschiebung der Aktorkennlinie durch Ausnutzen einer Doppelsensitivität des stimuli-sensitiven Polymers.

## Regelbare Konzentrationen

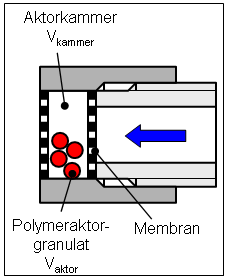
Prinzipieller Aufbau eines mechanischen Chemostaten

Folgende Stoffkonzentrationen in wässrigen Medien lassen sich bislang mit einem Chemostaten regeln:
- Alkohole (Methanol, Ethanol, 1- und 2-Propanol)
- Ketone (Aceton)
- Salzkonzentrationen
- pH-Wert